# 1457年
| 千纪： | 2千纪 |
| 世纪： | 14世纪 \| 15世纪 \| 16世纪                                                                                 |
| 年代： | 1420年代 \| 1430年代 \| 1440年代 \| 1450年代 \| 1460年代 \| 1470年代 \| 1480年代                           |
| 年份： | 1452年 \| 1453年 \| 1454年 \| 1455年 \| 1456年 \| 1457年 \| 1458年 \| 1459年 \| 1460年 \| 1461年 \| 1462年 |
| 纪年： | 丁丑年（牛年）；明景泰八年、天顺元年；王斌天绣元年；越南延寧四年；日本康正三年，長祿元年                   |

## 大事记
- 中国—明朝
  - 夺门之变
- 日本
  - 室町幕府派出足利政知繼任鎌倉公方以對抗足利成氏，但因戰事關係，只能暫居於伊豆國堀越，而被稱為「堀越公方」。
  - 武藏國川越城主上杉定正奉京都足利幕府之命令，命家宰太田道灌建江戶城。
- 東南亞
  - 蘇祿群島建立的「環蘇祿海伊斯蘭蘇丹王國」。

## 出生
- 1月28日——亨利七世，英格蘭國王。（1509年逝世）

## 逝世
- 景泰帝，中国明朝第七位皇帝（1428年出生）
- 于謙，中国明朝名臣
- 11月23日——拉斯洛五世，匈牙利国王
- 巴爾托洛梅烏·佩雷斯特雷洛，葡萄牙探險家和航海家，首任聖港島總督、領主和地方長官。